# Opération Nemo
Opération Nemo est un jeu vidéo de Wargame (jeu vidéo) d'action développé et édité par Coktel Vision. Il est sorti en 1987 sur Amstrad CPC et Thomson Gamme MOTO.
Synopsis : Commandant, veuillez rejoindre le PC de toute urgence. Vous prenez le commandement du porte-avion à propulsion nucléaire XAC. Vous avez pour mission de libérer la base XX0 récemment tombée aux mains de l'ennemi avec pour matériel et effectifs : avions, hélicoptères, chars, obus, roquettes... et mercenaires. La situation est grave : la suprématie ennemie règne sur tous les fronts : terre, air, mer. Les chances de succès sont faibles, vous êtes la dernière !

## Système de jeu
La première phase consiste à remplir votre porte-avion le « Démoniaque » tels hélicoptères, chars, avions, escadrons d'hommes, munitions, obus, balles, mines nécessaires à votre mission. Vous êtes limité à 99 unités par élément et 400 unités au total. Il s'agit ici d'évaluer ce dont vous avez besoin.
La deuxième phase sont les opérations elles-mêmes sur des bases navales ou terrestres situées sur l'archipel. Vous pourrez tour à tour piloter un char, un hélicoptère, un avion (en 3D vue immersive!) ou commander un escadron.